# Sarcophaga sichotealini
Sarcophaga sichotealini är en tvåvingeart som först beskrevs av Boris Borisovitsch Rohdendorf 1938.  Sarcophaga sichotealini ingår i släktet Sarcophaga och familjen köttflugor. Inga underarter finns listade i Catalogue of Life.